# Плъхоподобни опосуми
Плъхоподобни опосуми (Paucituberculata) е единствен разред със само едно семейство Ценолестесови (Caenolestidae), дребни бозайници от групата на американските двуутробни бозайници. Семейството включва 3 рода с 6 вида, разпространени във високопланинските части на Андите. Достигат на дължина 9 до 14 cm, крайниците им са тънки, а опашката е дълга и окосмена. Хранят се с насекоми, земни червеи и дребни гръбначни.

## Класификация
- Род Caenolestes – Ценолестес
  - Caenolestes caniventer
  - Caenolestes condorensis
  - Caenolestes convelatus
  - Caenolestes fuliginosus
- Род Lestoros
  - Lestoros inca
- Род Rhyncholestes
  - Rhyncholestes raphanurus